# Francisco García del Cid Arias
Francisco García del Cid Arias (Málaga, 22 de septiembre de 1897-Barcelona, 21 de octubre de 1965) fue un científico y profesor universitario español, destacado en biología marina.

## Biografía
Después de que su familia se trasladara a vivir a Tarragona, por el trabajo del padre, y una vez terminados los estudios de secundaria, en 1918 se licenció en Ciencias Naturales por la Universidad de Barcelona y, posteriormente, en 1922 se doctoró en Ciencias por la Universidad de Madrid con una tesis sobre ictiología. Más adelante, en 1930, también se graduó en Medicina y Cirugía por la Universidad de Barcelona. Ejerció como profesor de Zoología en la Escuela Superior de Agricultura de Barcelona entre los años 1922 y 1953, y más tarde, en la Facultad de Ciencias de la Universidad de Barcelona, donde fue catedrático de Zoología de los Artrópodos en 1942. Se dedicó a la enseñanza de Biología marina. Su nombramiento como miembro del Patronato Alonso de Herrera del Consejo Superior de Investigaciones Científicas (CSIC), de ciencias naturales y agrícolas, favoreció una actividad de ámbito internacional. Los contactos con la Stazione Zoológica di Napoli, las investigaciones llevadas a cabo durante su tesis doctoral, el interés del gobierno español y la difícil situación política del Instituto Español de Oceanografía, hicieron que García del Cid se interesase por las ciencias marinas. En 1943 se convirtió en el primer director del Instituto de Biología Aplicada dependiente del CSIC y en 1951 del Instituto de Investigaciones Pesqueras (IIP), cargo, este último, que García del Cid ocuparía hasta su muerte ocurrida por accidente en octubre de 1965, a la edad de 68 años al ser atropellado por un vehículo en Barcelona.
El primer buque oceanográfico del IIP, construido en Tarragona en 1977, lleva su nombre. Fundó la revista Publicaciones del Instituto de Biología Aplicada. Fue distinguido por su labor y méritos con la Gran Cruz de la Orden de Alfonso X el Sabio (1964).
En 1952 ingresó como miembro de la Real Academia de Ciencias y Artes de Barcelona , con un trabajo sobre una variedad de termitas intitulado La amenaza de los comegenes. A pesar de la diversidad de campos que trató, su principal interés científico lo encontró en el campo de la ictiología y la zoología aplicadas.